# Panbewegungen

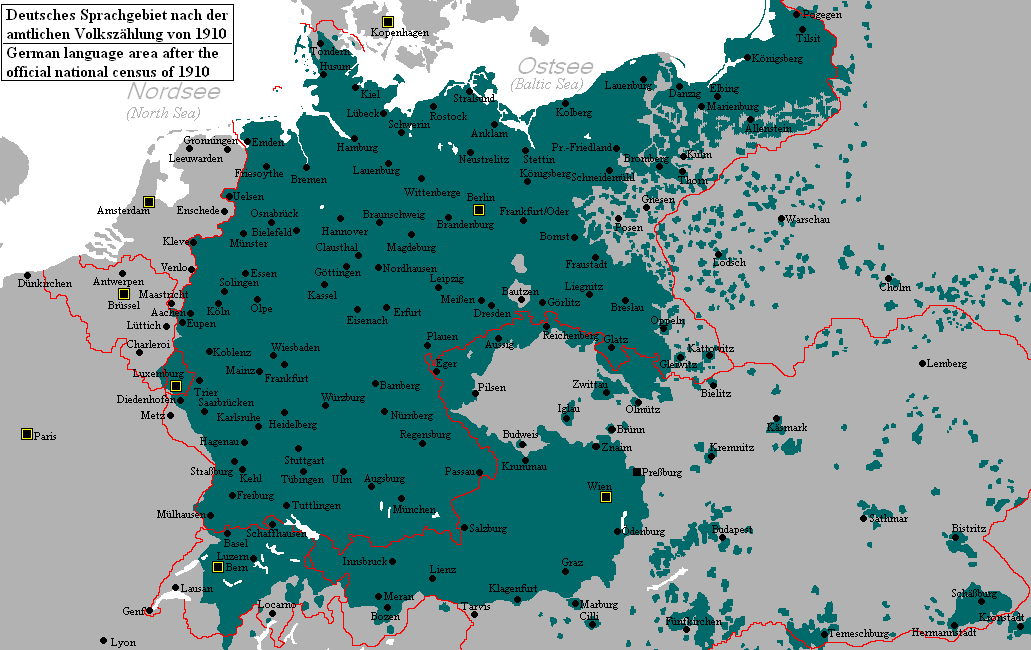
Grün markiert sind die Regionen, in denen um 1910 Deutsch gesprochen wurde. Die Pangermanisten (in dem Fall Panteutonisten) wollten viele dieser Gebiete vereinen.

Der Begriff der Panbewegungen, auch Pannationalismen oder Panideologien genannt, bezeichnet eine heterogene Vielzahl von politisch-kulturellen Bewegungen, die sich zum Ziel gesetzt haben, das Zusammengehörigkeitsgefühl bestimmter Nationen oder Religionsgemeinschaften zu steigern; zumeist streben die Panbewegungen überdies die Vereinigung aller Angehörigen einer bestimmten Ethnie, Kultur, Religion oder Sprachgruppe an. Meistens leben diese Ethnie- oder Sprachgruppen zum Entstehungszeitpunkt dieser Ideologie in mehreren verschiedenen Staaten. Die griechische Vorsilbe Pan-, ‚All-‘, soll unterstreichen, dass eine solche Bewegung übergreifend mehr als nur eine Einzelnationalität umfassen will. Die Bewegungen standen und stehen meist in erbittertem Gegensatz zueinander, zumal sie oft überlappende Gebietsansprüche stellen. Auch ideologisch ergeben sich Unterschiede, so waren die europäischen Panbewegungen zumeist imperialistisch, die außereuropäischen zumeist antiimperialistisch orientiert. Häufig postulierten Vertreter der jeweiligen Panbewegungen den göttlichen Ursprung oder eine göttliche Mission der jeweiligen Ethnien.

## Geschichte
Vor dem späten neunzehnten Jahrhundert spielten moderne Panbewegungen keine Rolle in der multipolaren Welt, doch erste inklusive Ideen finden sich bereits bei dem Kroaten Juraj Križanić, einem Schriftsteller des siebzehnten Jahrhunderts.
Von 1880 bis 1945 entstanden vielerlei makronationalistische Ideologien, begründet auf Ethnie (z. B. Pangermanismus), Religion (z. B. Panislamismus), Territorium (z. B. Panafrikanismus) oder Sprache (z. B. Pananglinismus), ihr Charakter war oftmals imperialistisch (z. B. Panrussismus), wenn nicht gar irredentistisch (z. B. Panitalianismus). Ihre Bedeutung verloren die meisten dieser Ideologien jedoch durch die Etablierung zahlreicher Nationalstaaten nach dem Ersten Weltkrieg und infolge der Dekolonialisierung.
Im 19. Jahrhundert spielten vor allem die ethnogeografischen Ideologien des Pangermanismus (einschließlich des Panteutonismus) und des Panslawismus (einschließlich des Panrussismus) bedeutende Rollen als politische Konzepte Europas. Jugoslawien und die Tschechoslowakei können als manifeste Beispiele zur Etablierung eines pannationalistischen Staates angesehen werden. Zuvor hatte bereits der Panitalianismus durch die Errichtung eines italienischen Nationalstaates Vollendung gefunden. Andere Konzepte wie der Panlatinismus (einschließlich des Panromanismus) fanden kaum Möglichkeiten zum Erreichen ihrer Ziele.
Ab dem Ende des 19. Jahrhunderts entwickelten sich die Panbewegungen in zwei gegensätzliche Richtungen: Pangermanismus und Panslawismus nahmen antimodernistische, illiberale Züge an. Andere Formen wie der Panislamismus oder der Panarabismus (einschließlich des Pansyrismus) sahen sich in einer antikolonialistischen Nationalismus-Tradition.
Die jüngsten, weil territorial am weitgreifendsten Formen der Panideen sind die kontinentalgeografischen Ideen des Panasiatismus, des Paneurasismus, des Paneuropäismus und des Panafrikanismus. Doch auch diese Ideologien widersprechen einander: Der Panafrikanismus war ein Gegenentwurf zur europäischen Kolonialherrschaft über den afrikanischen Kontinent, der Panasiatismus ein Mittel zur Förderung der japanischen Vorherrschaft, und der nationalsozialistische Paneuropäismus sah die Europäer als „Kulturvölker“ den anderen, „barbarischen“ Völkern als überlegen an.
Als Kontrast zum von den Nationalsozialisten propagierten Paneuropäismus ist die Paneuropa-Union zu sehen, die sich nach den Schrecken des Ersten Weltkriegs herausbildete und als Vorbewegung zur Europäischen Union angesehen werden kann.
Der Panamerikanismus, welcher in keines der eben erwähnten Schemata passt, hatte seinen Höhepunkt während des späten 19. und frühen 20. Jahrhunderts. Ursprünglich stand er dem Panhispanismus nahe, entwickelte sich jedoch gegen Ende des 19. Jahrhunderts zu einem hemisphären Konzept. Letztlich wandte er sich von seinen ursprünglich linguistischen Zügen ab und mehr geografischen und kulturellen Seiten zu. Die Vereinigten Staaten sahen darin eine Vollendung ihrer Manifest Destiny und viele Lateinamerikaner den unverhüllten US-amerikanischen Imperialismus.
Zu erwähnen sind des Weiteren als bedeutsame Ideologien der Pangruppe der griechische Panhellenismus, der Panturkismus bzw. Turanismus, der Skandinavismus, der Panserbismus (auch in der Form des „Serbokroatismus“) sowie der Paniberismus (auch in der Form des Panlusitanismus).
Weit unbekannter bzw. unbedeutender sind der Pananglikanismus, vertreten durch den Pananglikanischen Kongress, oder der Pananglinismus als Einheit aller englischsprachigen Völker.

## Nationalismus
Hannah Arendt bezeichnete die Panbewegungen – vor allem den Pangermanismus und den Panslawismus – als besonders aggressive Formen des völkischen Nationalismus. Doch in vielen Fällen ist das Verhältnis von Panbewegungen und Nationalismen gespalten.

## Andere Formen
- Panbulgarismus
- Paniranismus (Hochland des Iran, Afghanistan, Tadschikistan, Usbekistan)
- Pankatalanismus
- Pankeltizismus
- Panmesopotamismus (einschließlich Assyrismus; Mesopotamien, Syrien, Irak, syrische Christen)
- Pan-Mongolismus
- Pansemitismus (Juden und/oder Araber)
- Neoslawismus
- Pansomalismus (Somalia einschließlich Ogaden, Dschibuti, Nordwest-Kenia)
- Panindianismus: Der Schweizer Historiker Aram Mattioli beschrieb in einem 2014 in der Zeit erschienenen Artikel einen Panindianismus der Truppen des Shawnee-Führers Tecumseh.[5]

## Pan-Flaggen

Die panafrikanischen Farben
Grün, Gelb und Rot

Die folgenden Artikel beschreiben länderübergreifende Flaggen bzw. Farben, von denen die meisten Nationalflaggen der betreffenden Region abgeleitet sind.
- Panafrikanische Farben
- Panarabische Farben
- Panslawische Farben